# 巴亨贝格
巴亨贝格是德国莱茵兰-普法尔茨州的一个市镇。总面积1.67平方公里，总人口108人，其中男性53人，女性55人（2011年12月31日），人口密度65人/平方公里。